# Stopkowiec tarczowaty
Stopkowiec tarczowaty, stopowiec tarczowaty, podofilum tarczowate, biedrzyga tarczowata, biedrzyga stopolistna (Podophyllum peltatum) – gatunek byliny z monotypowego rodzaju stopkowiec (Podophyllum L. Sp. Pl. 1: 505. 1753). Rośnie w lasach liściastych, na polach, przydrożach i brzegach rzek we wschodniej części Ameryki Północnej. Kwitnie wiosną, a owocuje na przełomie wiosny i lata. Dojrzałe owoce uważane są za jadalne, jednak pozostałe części rośliny są trujące. Z kłącza i korzeni pozyskuje się lignany np. (podofilotoksynę) i glikozydy wykazujące działanie przeciwnowotworowe.

## Morfologia

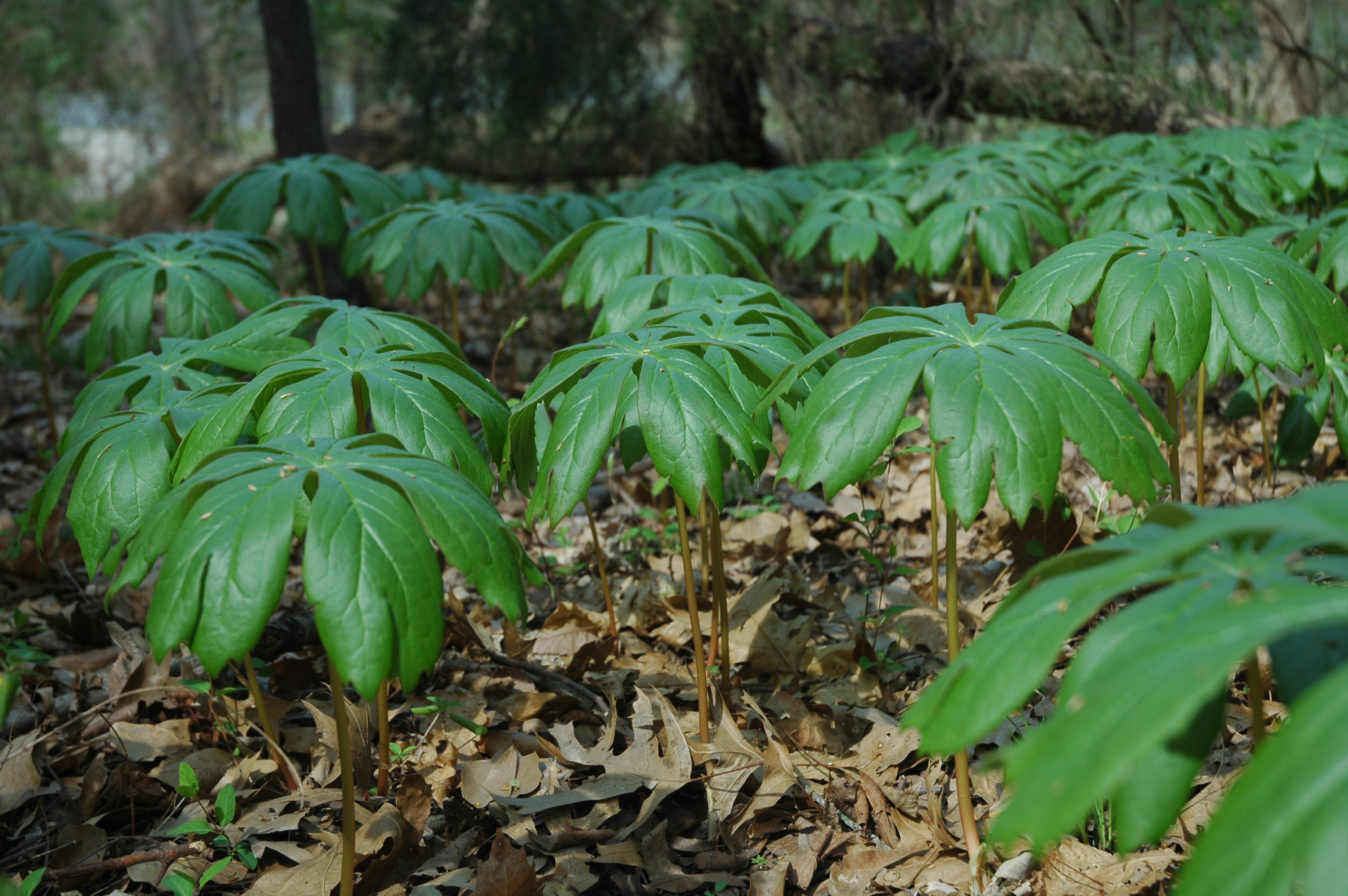
Pokrój roślin na stanowisku naturalnym

PokrójRoślina kłączowa o rocznych przyrostach części podziemnej wynoszących zwykle 6 do 20 cm. Corocznie nad powierzchnię wyrasta pojedynczy, nagi lub delikatnie omszony pęd wegetatywny lub kwiatowy.
LiściePęd wegetatywny wyrasta nad ziemię tylko w formie odziomkowego pojedynczego liścia o kolistej blaszce i centralnie osadzonym ogonku. Na pędzie kwitnącym wyrastają zwykle dwa, niemal naprzeciwległe liście osiągające od 20 do 50 cm wysokości. Blaszka liściowa ma od 18 do blisko 40 cm średnicy, a ogonek liściowy osiąga od 5 do 15 cm. Ogonek osadzony jest przy brzegu tarczowatej i dłoniasto siecznej blaszki liściowej.
KwiatPojedynczy, pachnący i trzykrotny wyrasta na szczycie pędu na szypułce o długości 1,5 do 6 cm. Sześć działek kielicha ma kolor biały lub jasnozielony, kształt kolisty i długość do 18 mm. Płatki korony w liczbie 6 lub 9 są białe, rzadko nieco zaróżowione i osiągają do 35 mm długości. Pręcików jest dwa razy więcej od płatków. Słupek z owalną zalążnią i krótką szyjką słupka (do 2 mm długości) zakończoną znamieniem o średnicy do 6 mm.
OwocOwalna, zwykle żółta, rzadziej pomarańczowa jagoda o długości od 3,5 do 5,5 cm. Zawiera 20-50 owalnych nasion o długości do 8 mm i szerokości do 6 mm. Owoce bywają nazywane dzikimi cytrynami lub świńskimi jabłkami.

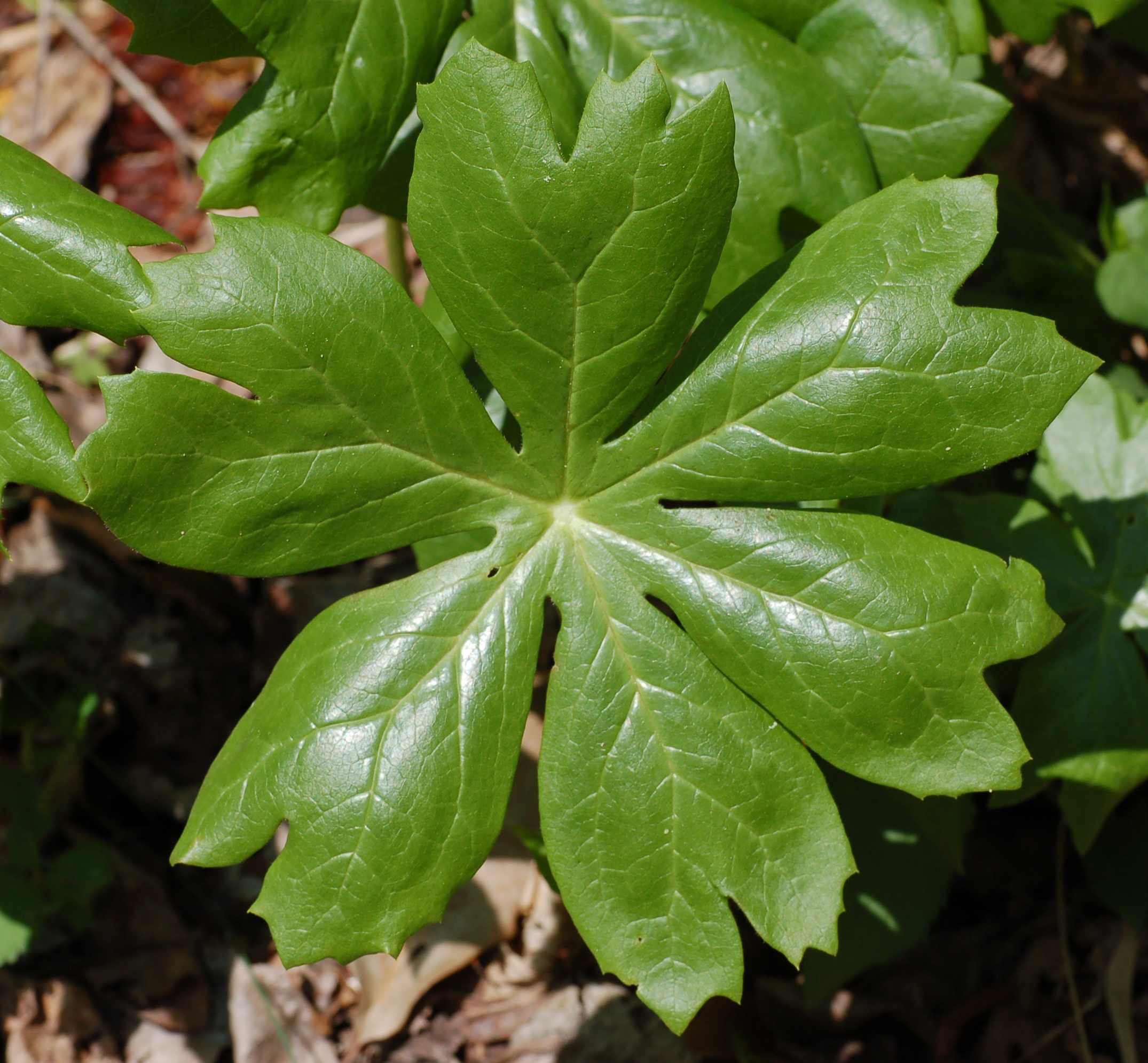
Kształt blaszki liściowej
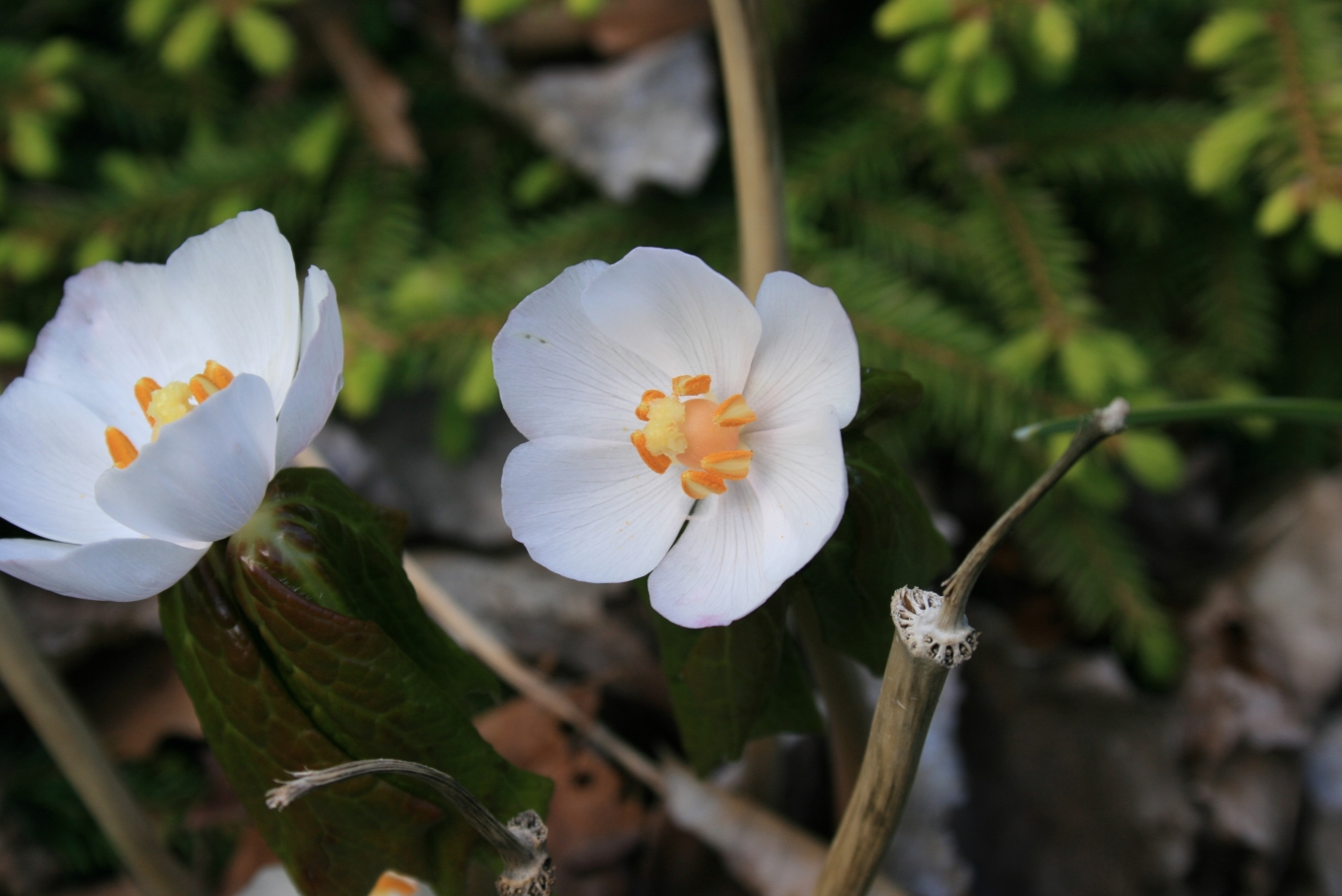
Kwiaty
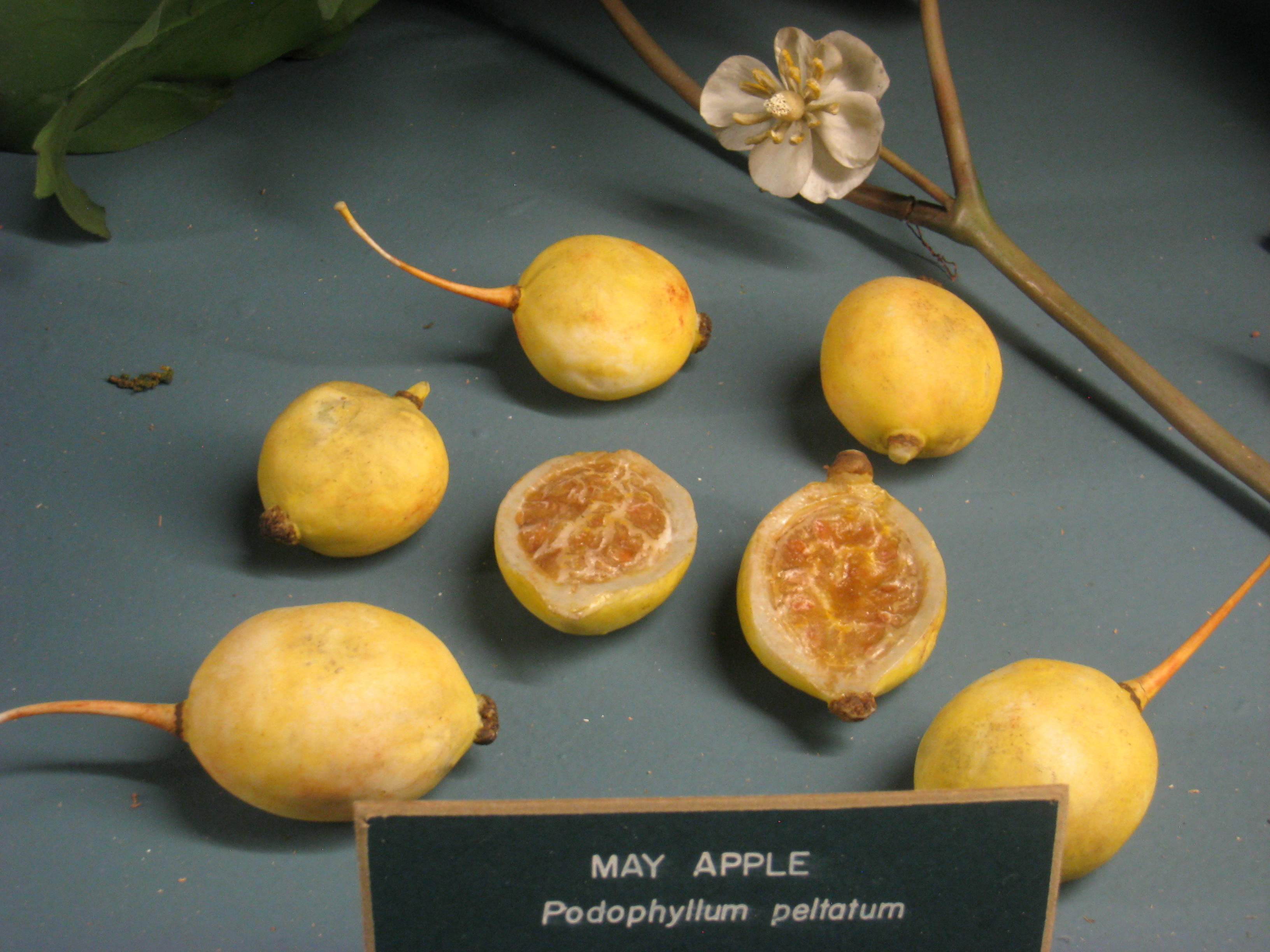
Owoce

## Systematyka
We wschodniej Azji występuje spokrewniony gatunek, czasem włączany do rodzaju stopkowiec jako Podophyllum hexandrum Royle, według The Plant List i Flora of China wyodrębniany jednak jako Sinopodophyllum hexandrum (Royle) T.S. Ying. W niektórych ujęciach taksonomicznych do rodzaju Podophyllum włączanych jest także około 7 gatunków z rodzaju Dysosma Woodson.
Pozycja systematyczna według systemu APG III (2009) i APweb (2001...)
Rodzaj należy do podrodziny Berberidoideae, rodziny berberysowatych (Berberidaceae) zaliczanej do jaskrowców (Ranunculales). W obrębie podrodziny rodzaj klasyfikowany jest do plemienia Berberideae i podplemienia Epimediinae.

## Zastosowanie
Roślina bywa uprawiana, ze względu na zastosowania lecznicze oraz jako ozdobna. 
Roślina leczniczaSurowcem leczniczym jest podofilina – Resina Podophylli uzyskiwana z kłącza i korzeni stopkowca. Wykorzystywana było jako silny środek przeczyszczający. Stosowana jest także jako lek cytostatyczny, ponieważ hamuje agregację tubuliny, niezbędnej do podziału komórki.